# Peucedanum pimpinelloides
Peucedanum pimpinelloides är en flockblommig växtart som beskrevs av Pierre Edmond Boissier och Heinrich Carl Haussknecht. Peucedanum pimpinelloides ingår i släktet siljor, och familjen flockblommiga växter. Inga underarter finns listade i Catalogue of Life.